# Erich Schmidt (Politiker, 1895)
Erich Gustav Carl Schmidt (* 29. Dezember 1895 in Neubrandenburg; † 6. Februar 1952 ebenda) war ein deutscher Politiker (KPD/SED). Er war Mitglied des Landtages des Freistaates Mecklenburg-Strelitz.

## Leben
Erich Schmidt, Sohn des Arbeiters August Schmidt und dessen Frau Johanna, geb. Tiedt, entstammte der sozialen Unterschicht. Er absolviert von 1910 bis 1912 eine Lehre zum Bürogehilfen, anschließend war er in Gasanstalten tätig. Von 1915 bis 1918 kämpfte er als Soldat im Ersten Weltkrieg.
Im Januar 1919 wurde er Mitglied der SPD, trat jedoch bereits Ende 1919 der USPD, im April 1920 der KPD bei. Er wurde Vorsitzender der KPD-Ortsgruppe Neubrandenburg und war von 1920 bis 1923 für die KPD Stadtverordneter. Von Juli 1923 bis 1932 gehörte Schmidt als Abgeordneter dem Landtag von Mecklenburg-Strelitz an. Am 6. Mai 1924 wurde er verhaftet und am 24. Juni 1925 vom Staatsgerichtshof in Leipzig zu zweieinhalb Jahren Gefängnis verurteilt. Ende August 1925 kam er jedoch durch die Hindenburg-Amnestie vorzeitig frei.
Nach der „Machtergreifung“ der Nationalsozialisten befand er sich von März bis Ende 1933 in „Schutzhaft“. Nach seiner Entlassung war er ab 1934 Notstandsarbeiter bzw. ab Februar 1943 als Lagerarbeiter in Neubrandenburg tätig. Nach dem gescheiterten Attentat auf Hitler am 20. Juli 1944 wurde er im Rahmen der „Aktion Gewitter“ im August/September 1944 erneut inhaftiert.
Nach Kriegsende 1945 wurde Schmidt wieder Mitglied der KPD und Zweiter Sekretär der Kreisleitung Neubrandenburg. 1946 wurde er Mitglied der SED, zog sich aber aus der aktiven politischen Arbeit zurück.